# Convent de Santa Anna de Sant Mateu
El convent de santa Anna de Sant Mateu, és un complex religiós, seu d'una comunitat de religioses agustines de vida contemplativa, situat al final del carrer València, al sud de la població, i ocupa una illa completa, entre la plaça de les Monges, el carrer beat Jacint Orfanell i el carrer Vedella.
Amb la publicació del decret 166/2002, de 24 de setembre, del Govern Valencià, pel qual es declara Bé d'Interès Cultural el Conjunt Històric de Sant Mateu, el convent i església de les monges agustines queda inclòs com a Bé Immoble de Rellevància Local, amb la categoria de Monument d'Interès Local.

## Història
El poble de Sant Mateu, el 26 de desembre de 1586, decideix la fundació d'un convent de monges agustines, seguint el corrent de l'època, i amb l'argument de fer front a l'expansió protestant. El 28 de febrer de 1590 el bisbe de Tortosa, Gaspar Punter i Barreda, a poc d'ocupar la seu, concedeix la llicència; el 18 de març, es fundava el convent amb un acord entre el consell municipal i l'Orde, mantenint la vila el dret de patronatge i obligant-se a defensar les monges en tots els plets, i el 3 de novembre, quatre monges provinents del convent de Mirambel, formen el nucli fundador del convent de Sant Mateu.
El convent s'instal·la en el lloc on actualment es troba, ocupant la part alta de l'antic hospital, l'església adjunta, un hort i una torre de la muralla. Posteriorment, al llarg del segle xvii, amb l'adquisició de les cases contigües es va ampliant l'edifici conventual. Més tard es compren els baixos de l'hospital, i en el solar resultant, es construeix l'església, entre el 28 d'agost de 1701, en què es col·loca la primera pedra, i el 29 de setembre de 1708, en què finalitzen les obres.

## Arquitectura
El convent està format per un conjunt d'edificacions, de distintes èpoques, destinades a les tasques pròpies d'una comunitat religiosa, i l'església, que ocupen la meitat nord d'un recinte tancat pels edificis i per un mur, mentre la meitat sud i una franja a l'oest, està ocupada per horts i jardins. Dels edificis existents, destaca, per la seva monumentalitat, l'església barroca de principis del segle xviii.

### Església conventual

#### Estructura

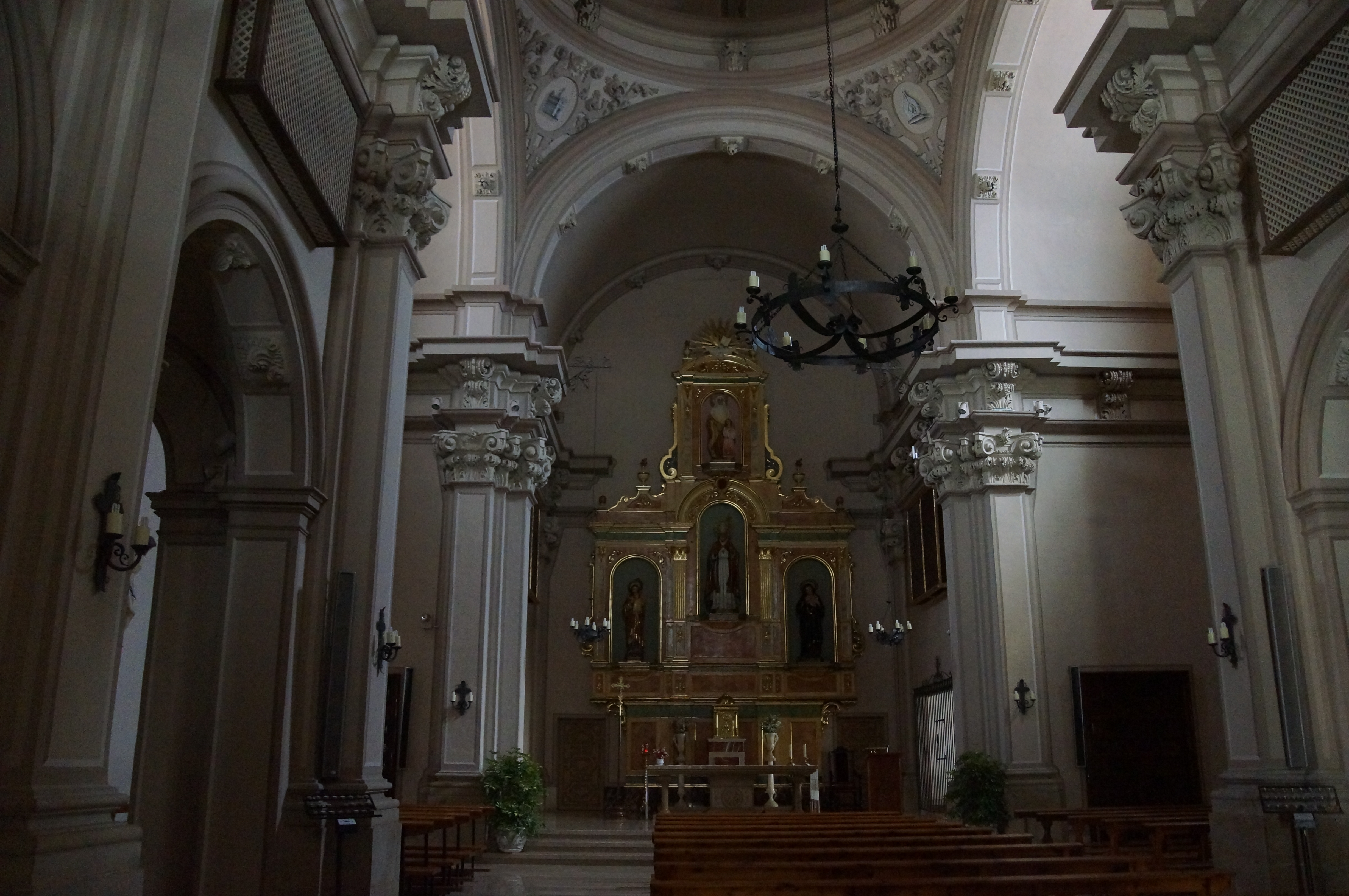

El temple presenta una planta de creu llatina amb una nau de quatre trams amb capelles entre contraforts comunicades entre si per dos passos que semblen naus laterals, transsepte i capçalera plana. El caràcter conventual del temple està present en el matroneu cobert amb reixetes situat sobre les capelles laterals i el profund cor alt als peus. La nau i els braços del transsepte estan coberts amb volta de canó amb llunetes, la capçalera amb volta de canó, el creuer amb cúpula sobre petxines, i les capelles amb volta bufada.
L'espai interior s'articula mitjançant pilastres d'ordre compost, les quals sostenen un entaulament continu prou desenvolupat, amb un fris carregat amb mènsules de fullatge sostenint una àmplia cornisa. I per damunt, un segon fris llis, i una imposta d'on arranca la volta.
A l'exterior, la cúpula es tanca mitjançant un prisma octagonal amb coberta piramidal i la resta, a dos aiguavessos.

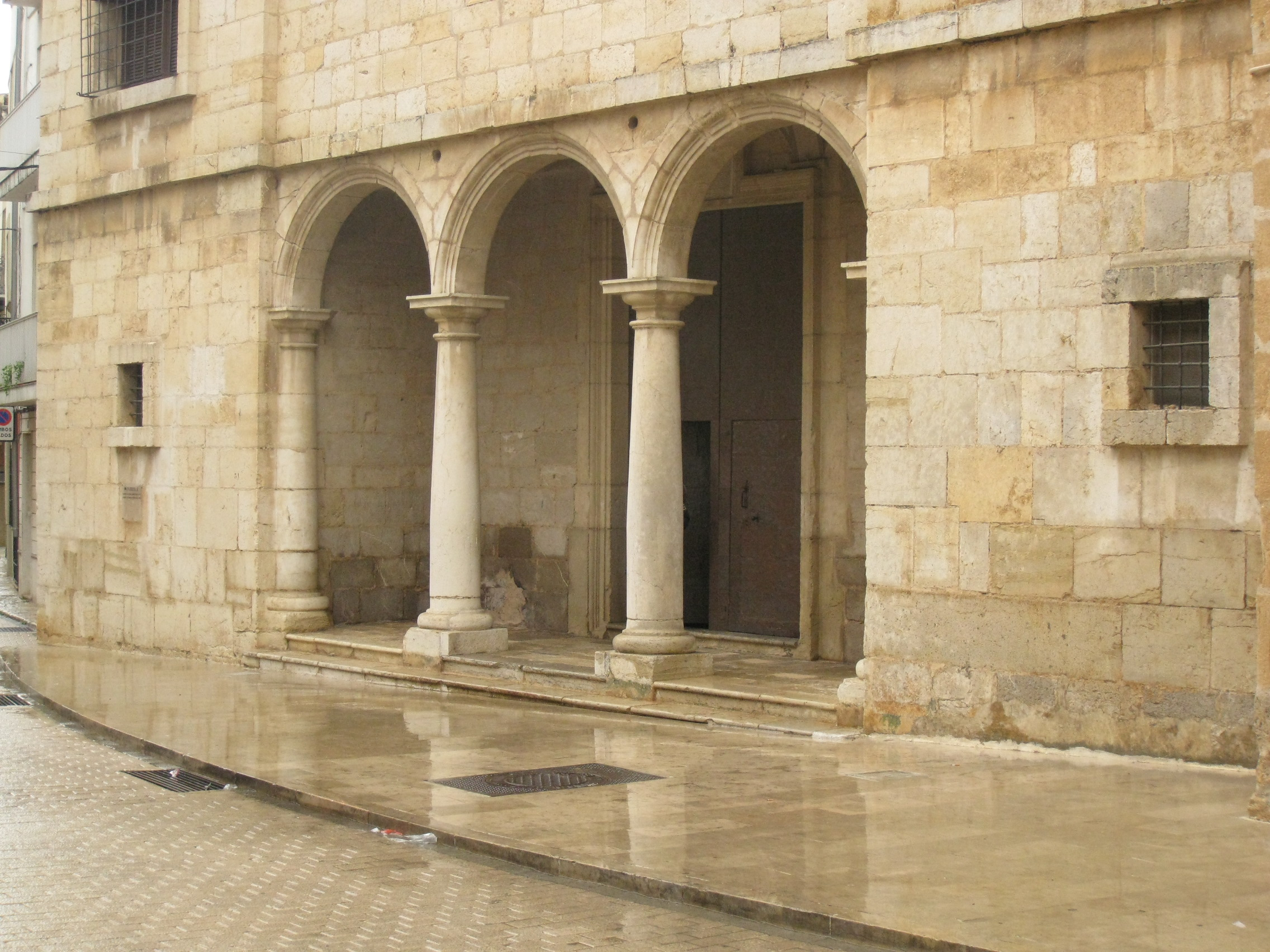

#### Façana
La façana és tota de carreus, amb dues torres campanar, lleugerament avançades, que flanquegen un tripòrtic sotacor format per columnes toscanes i arcs de mig punt que donen pas a una portada d'arc de llinda. Els primers tres cossos estan separats per línies d'imposta, on els únics elements que trenquen la uniformitat del parament són les finestres laterals —algunes apaïsades—, i el finestral central —que trenca la línia d'imposta—, amb un ressalt en totes les obertures. Aquests cossos estan rematats per una cornisa, d'on sobresurt, en la part central, una balustrada cega coronada per pinacles, i en els extrems, els cossos de les campanes, amb obertures de mig punt flanquejades per parelles de pilastres en cada cara, coronades les torres per coberta de quatre vents.
Les torres quadrades laterals presenten una clara influència herreriana, amb una composició similar a les de la façana principal del monestir de Sant Miquel dels Reis; mentre el pòrtic presenta similituds amb el convent de Sant Josep d'Àvila. I tant la disposició de les finestres laterals com el finestral central destinat a il·luminar el cor, ens apropen a les façanes de les esglésies conventuals de les carmelites descalces.